# Ramsen (Aixheim)
Ramsen ist eine Wüstung in der Gemarkung von Aixheim, einem Ortsteil von Aldingen im Landkreis Tuttlingen in Baden-Württemberg.
Heute erinnert nur noch ein Flurname südöstlich von Aixheim an den verschwundenen Ort.